# Elza van den Heever
Pour les articles homonymes, voir van den Heever.
Elza van den Heever, née en 1979, est une soprano sud-africaine (vivant désormais en France), qui a commencé sa carrière comme mezzo-soprano. Elle est apparue dans des rôles principaux dans des salles de concert et des opéras, essentiellement américains et européens, à San Francisco, Chicago, New York, Paris, Berlin, Munich, Vienne, Bordeaux, Dortmund, Rotterdam, etc.

## Biographie
Née à Johannesbourg en 1979, fille d'un cinéaste et d'une actrice devenue productrice,, Elza van den Heever bénéficie d'une bourse d'études dans une académie culinaire, puis change d’orientation professionnelle à 18 ans. Elle a pris conscience de sa voix en chantant dans des chœurs d’église sud-africaines. Désireuse d’étudier aux États-Unis, elle obtient la possibilité d’être formée au Conservatoire de musique de San Francisco et y reçoit dans un premier temps une formation de mezzo-soprano. Elle est acceptée au sein de deux programmes d'enseignement proposés par le centre de formation professionnelle de l’Opéra de San Francisco, le Merola Opera Program puis la bourse Adler. Finalement, lors du Merola Opera Program, il est détecté que sa voix est plutôt celle d’une soprano : au cours d'un processus de transition de cinq ans, elle apprend une nouvelle technique vocale et de nouveaux rôles.
En 2007, son premier grand rôle de soprano est celui de Donna Anna dans Don Giovanni de Wolfgang Amadeus Mozart, à l'Opéra de San Francisco, remplaçant au pied levé une autre soprano. La même année, elle a également l’opportunité de créer le rôle de Mary Anna Custis Lee dans la première représentation mondiale, le 5 octobre 2007, d’Appomattox de Philip Glass, dirigé par Dennis Russell Davies,. Ses interprétations sur scène se succèdent ensuite. En 2008, notamment, elle interprète le rôle de Giorgetta dans Il tabarro de Giacomo Puccini à l'Opéra de Francfort, sous la direction de Nicola Luisotti. Elle enregistre le rôle lors d'un concert en 2010 au Konzerthaus de Vienne, sous la direction de Bertrand de Billy, avec l'Orchestre symphonique de la radio de Vienne. Son interprétation est décrite comme étant passionnante, avec un éclat féminin dans l'aigu, un timbre velouté dans le médium et une technique impeccable (« mit fraulich leuchtenden Höhen, samtig timbrierter Mittellage und einer untadeligen Technik »). Elle se produit également à l’Opéra lyrique de Chicago et à Paris, à l'Opéra d'État de Bavière à Munich en 2011 dans le rôle d'Elsa dans Lohengrin de Richard Wagner, et en 2013, à nouveau dans le rôle de Donna Anna.
Elle fait ses débuts au Metropolitan Opera de New York en 2012 dans le rôle d'Elisabetta dans Maria Stuarda de Gaetano Donizetti. Elle chante aux côtés de Joyce DiDonato dans le rôle-titre, dans une mise en scène de David McVicar et sous la direction de Maurizio Benini. Pour le rôle de cette reine chauve portant perruque, elle se fait raser la tête. Elle raconte avoir eu longtemps un désir secret de se raser la tête, depuis qu'elle a vu l’actrice Demi Moore chauve dans le film À armes égales. Elle montre son nouveau look à ses parents à Johannesbourg via un échange Skype : « Mon père est tombé de sa chaise tellement il riait », précise-t-elle. En 2015, elle apparaît pour la première fois dans le rôle-titre de Norma de Vincenzo Bellini à l'Opéra de Bordeaux. En 2016, elle retourne à l'Opéra de Francfort, chantant à nouveau Giorgetta dans la production d'Il trittico de Claus Guth, dirigée par Jakub Hrusa, ainsi que le rôle-titre de Suor Angelica. Les interprétations se succèdent ainsi sur différentes scènes américaines ou européennes, Francfort, Vienne, Paris, New York, Dortmund, Rotterdam, etc., jusqu’à une interruption en 2020 en raison de la pandémie de Covid-19. Une de ses dernières prestations avant cette interruption est à Paris dans La Femme sans ombre de Richard Strauss au théâtre des Champs-Élysées en février 2020,,. Neuf mois plus tard, elle revient sur les planches à la Philharmonie de Paris, puis sur d’autres scènes. Elle vit en France avec sa famille, dans l’Hérault et la petite ville de Saint-Jean-de-Védas, se produisant certaines messes de Noël dans une église de cette commune,.